# Cités ouvrières des tourbières de Nazia
Les cités ouvrières des tourbières de Nazia (en russe : Рабочие посёлки Назиевского торфопредприятия, Rabotchie possiolki Nazievskogo torfopredpriatia), au nombre de 8, sont d'anciennes cités ouvrières du raïon de Kirovsk de l'oblast de Léningrad situées au sud de la commune urbaine de Nazia à proximité du lac Ladoga. 5 ont été rénovées après la guerre.

## Création et historique
En 1933, un groupe d'Américains a décidé de créer une exploitation de tourbe. Ils se sont installés à Nazia et ont commencé à ramener leur production grâce à un chemin de fer à voie étroite. Au fil du temps, ils ont créé un petit nombre de stations de tri et de chargement puis par la suite, le long de cette voie ferrée, ils ont construit cinq villages, numérotés de 1 à 8, afin d'y loger les ouvriers. Le secteur entier a été appelé alors « l'Amérique ».
Par la suite, l'entreprise d'extraction a fait faillite.
Actuellement, la zone est accessible par 4 × 4 après avoir parcouru 16 km de piste défoncée.
Pendant le siège de Léningrad, durant la Seconde Guerre mondiale, les cités furent l'objet de nombreux combats en particulier lors de l'offensive allemande de Tikhvine en 1941 puis des offensive Siniavino et Iskra russes en 1942 et 1943.  Après la guerre 5 cités furent reconstruites et 3 abandonnées.

Les cités ouvrières (sous le nom de WS N°1 à 8) lors de l'offensive Siniavino
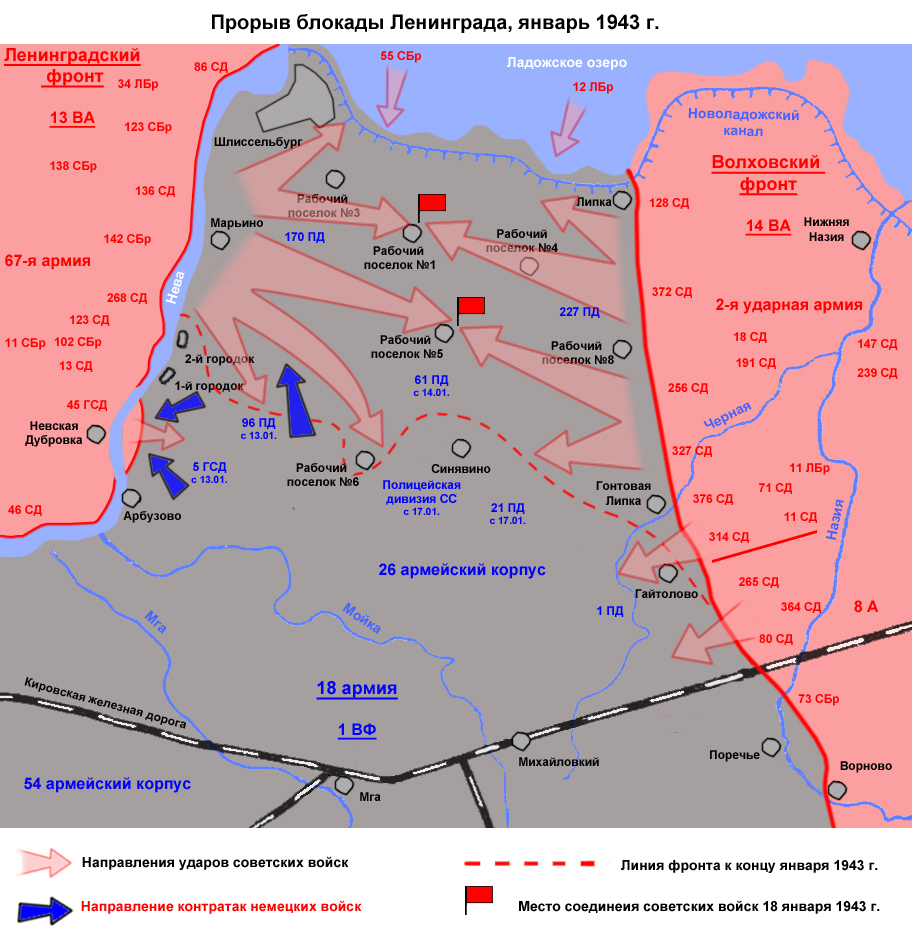
Les cités ouvrières (sous le nom de Рабочий Посёлок 1 à 8) lors de l'opération Iskra
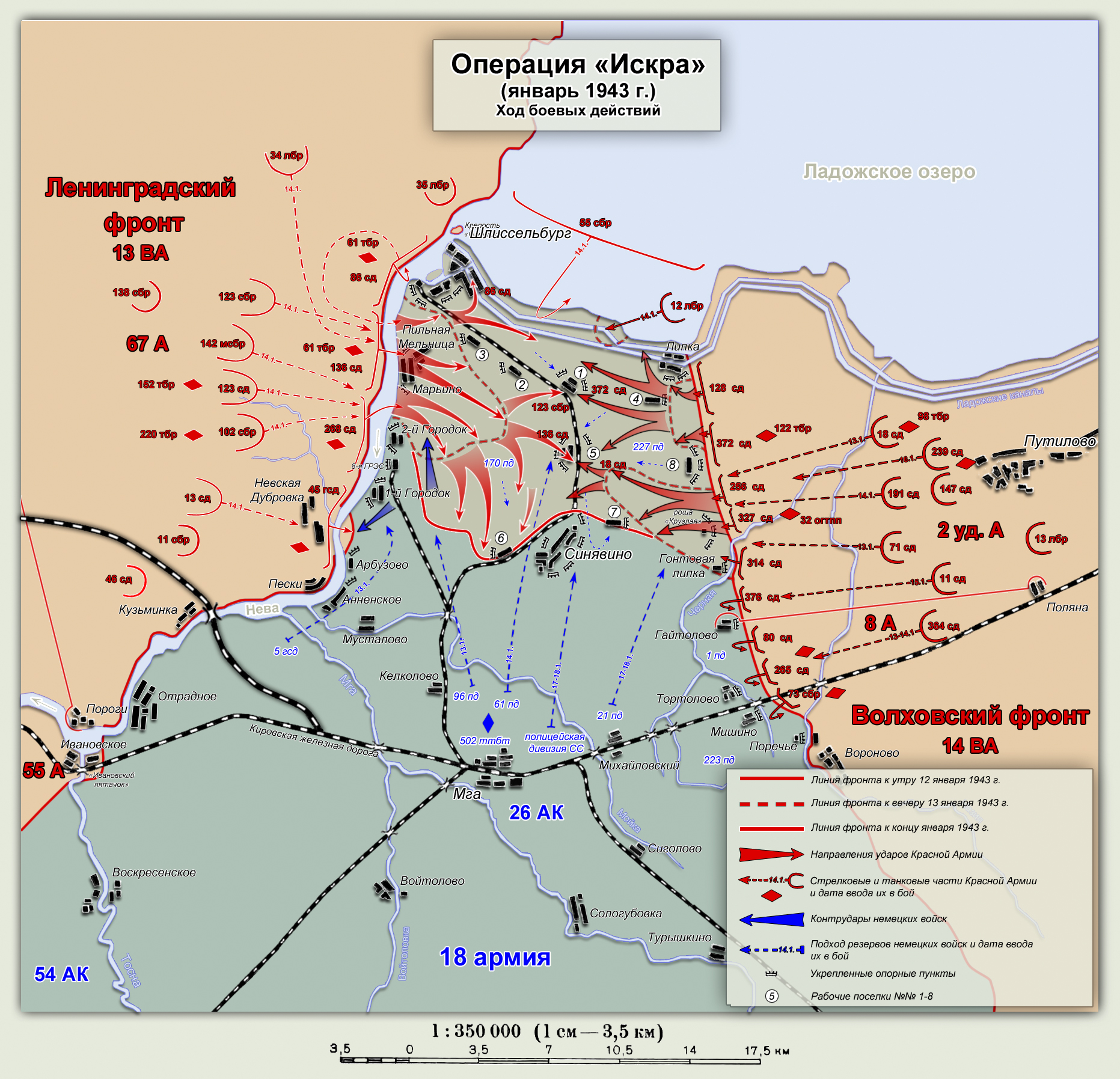
Opération Iskra

## Citéno1
La cité ouvrière no 1 est située à 2 km au Sud-Est de Nazia et est connectée au réseau ferroviaire à voie étroite. D'après la carte topographique de l'Armée rouge de 1941, le village s’étendait sur 24 mètres. Dans le village, il y avait un bureau de poste et un quai de chemin de fer.

Cité ouvrière no 1
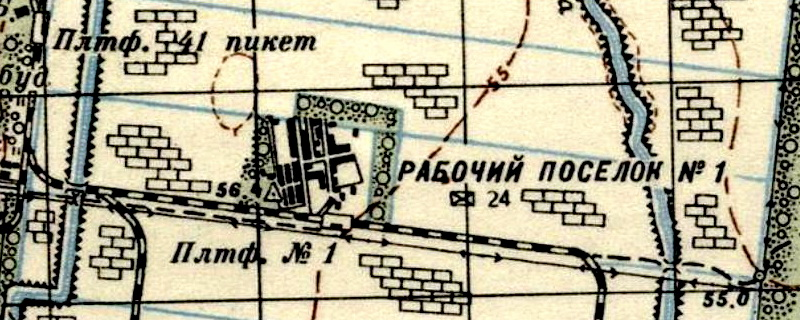

## Citéno2
La cité ouvrière no 2 est située à 4,2 km au Sud de Nazia, sur la rive droite de la rivière Kovra (en) et à l'Ouest du lac Lioukosargskoïe.  D'après la carte topographique de l'Armée rouge de 1941, le village s'étendait sur 23 mètres et est connecté au réseau ferroviaire à voie étroite.

Cité ouvrière no 2
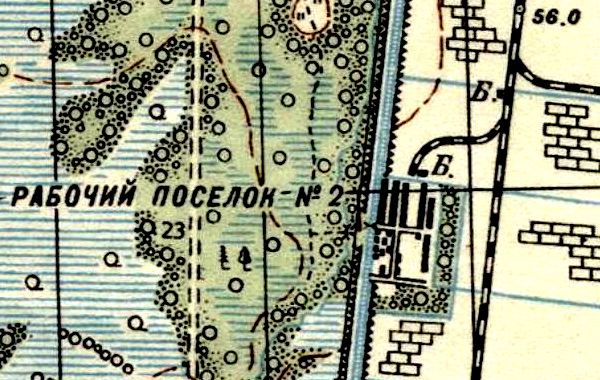

## Citéno3
D'après la carte topographique de l'Armée rouge de 1941, la cité ouvrière no 3 comptait 27 ménages est située à 7 km au Sud-Ouest de Nazia et à l'Est du lac Tianegojskim, et est connecté au réseau ferroviaire à voie étroite.
 Le village a servi de lieu de tournage du documentaire « Journée du pain » de Sergueï Dvortsevoï en 1998, qui a reçu de nombreux prix dans des festivals internationaux de cinéma,.
Depuis 2010, le village est complètement abandonné et vide, et les bâtiments tombent en ruine.

Cité ouvrière no 3
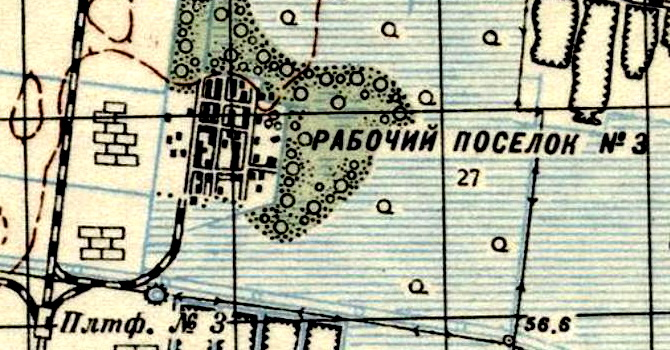
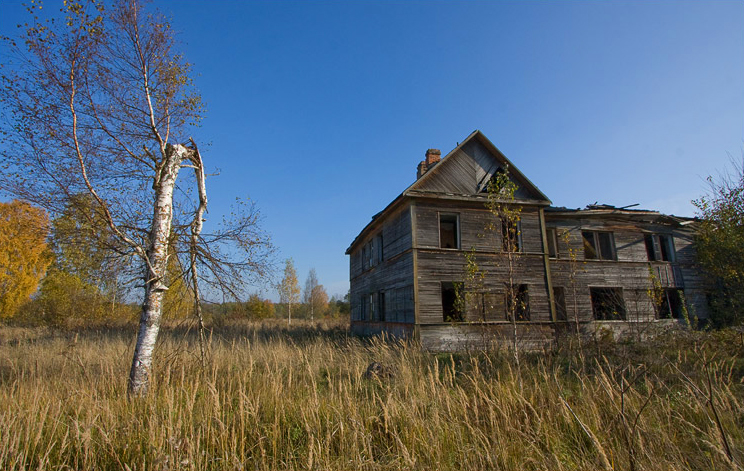
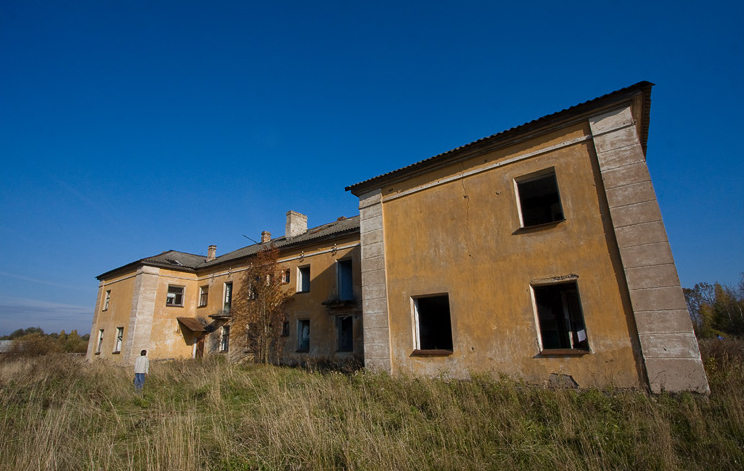

## Citéno4
La cité ouvrière no 4 est située à 12 km au Sud-Ouest de Nazia. D'après la carte topographique de l'Armée rouge de 1941, le village se composait de 19 ménages. Dans le village, il y avait un bureau de poste et un quai de chemin de fer. À l’est du village se trouve le lac de Beloe.

Cité ouvrière no 4
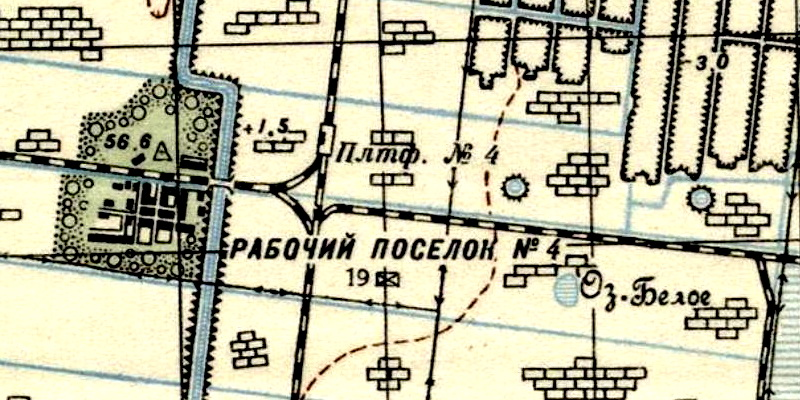

## Citéno5
La cité ouvrière no 5 est située à 12,5 km au Sud de Nazia. D’après la carte topographique de l'Armée rouge de 1941, le village s'étendait sur 23 mètres. Dans le village, il y avait un quai de chemin de fer.

Cité ouvrière no 5
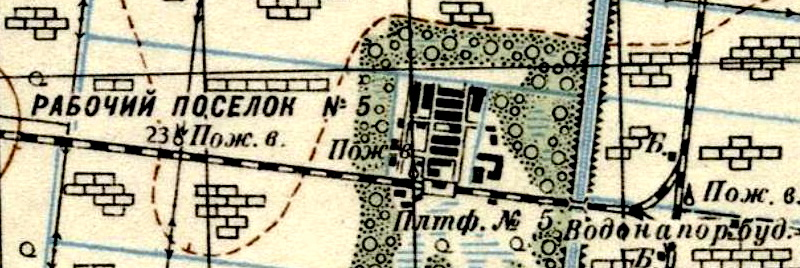
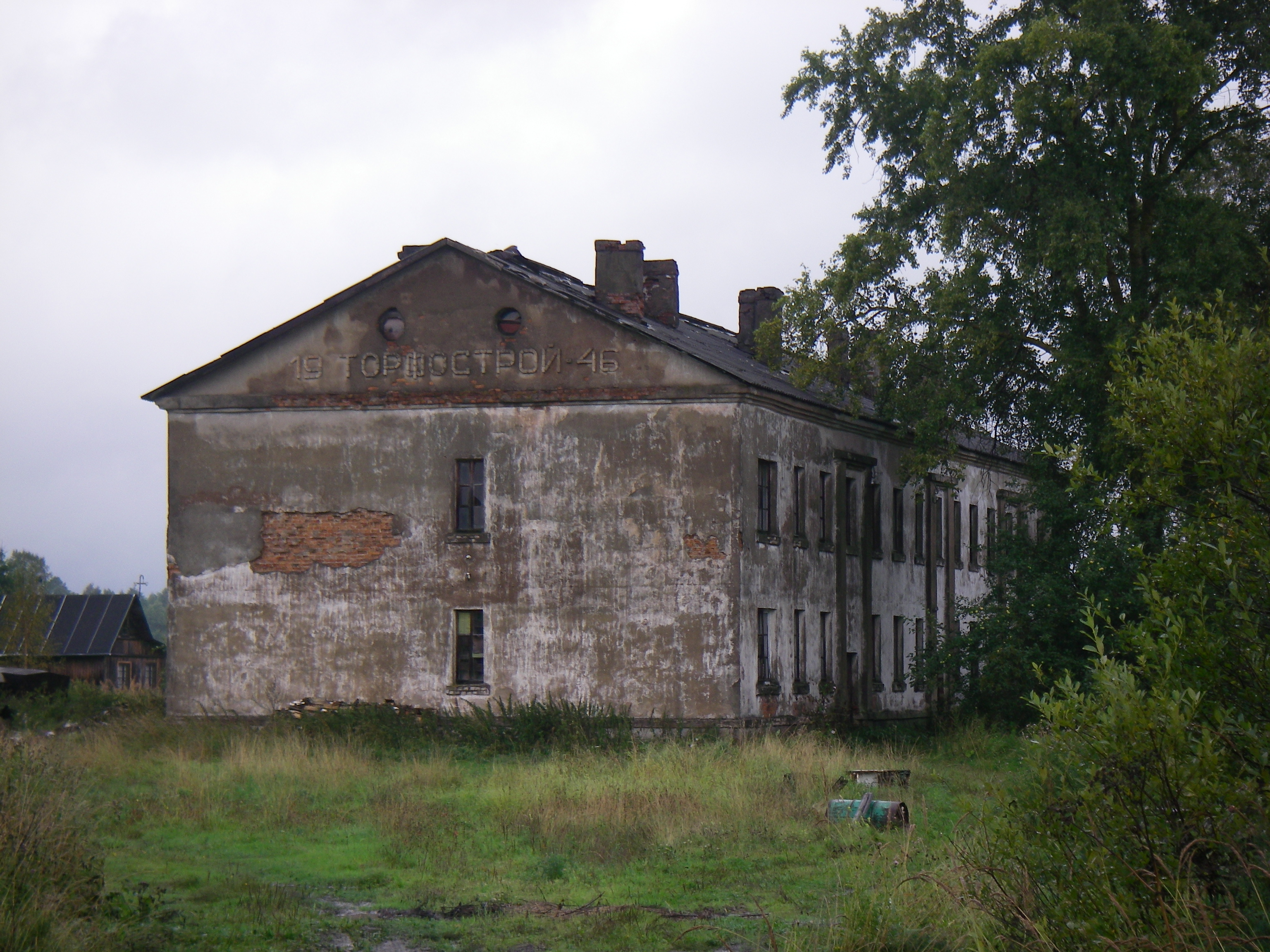
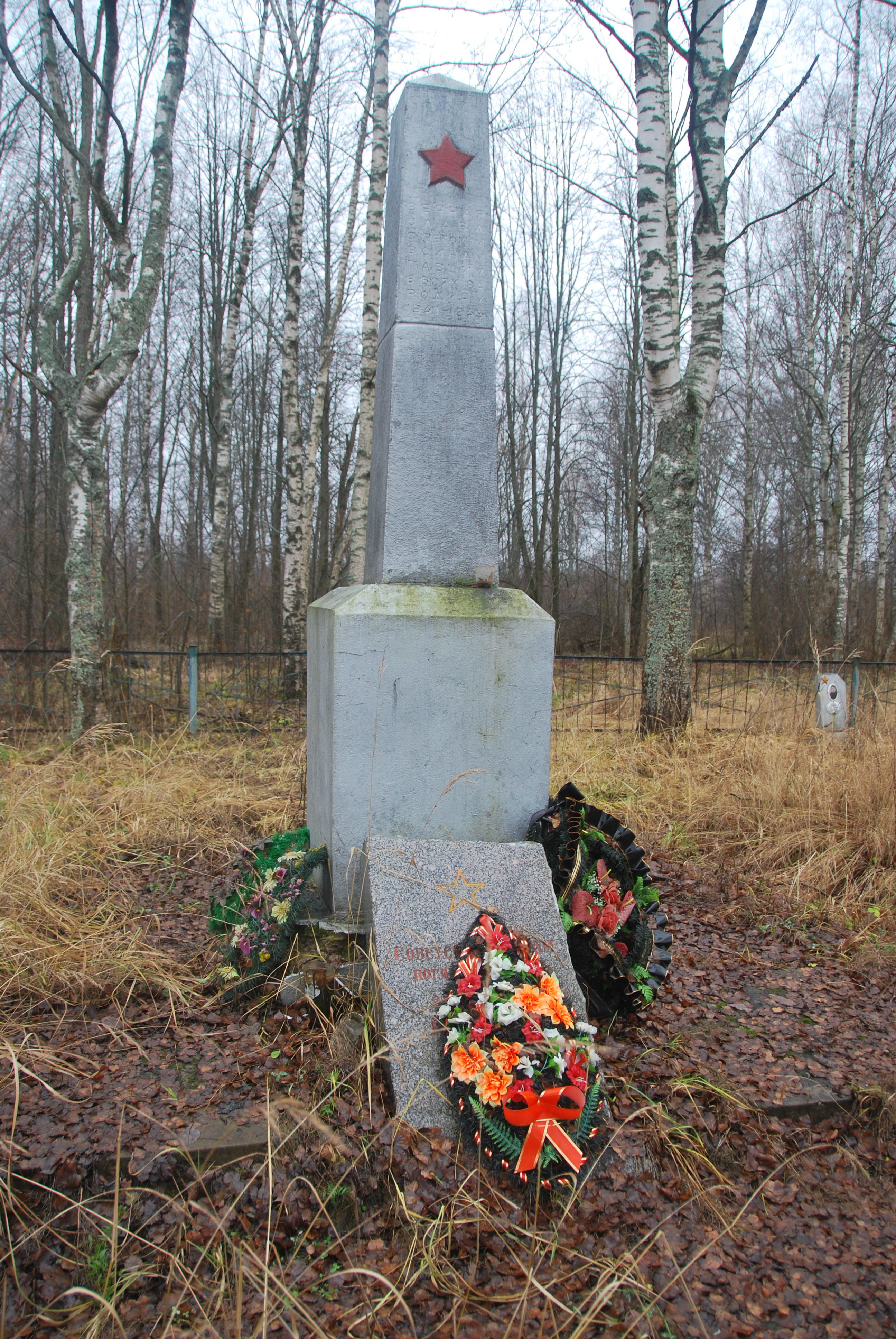

## Citéno6
D'après la carte topographique de l'Armée rouge de 1941, la cité ouvrière no 6 était situé au sud du village de Poliana (en) et de la ligne de chemin de fer Saint-Pétersbourg-Mga-Volkhovstroï (ru) I. Après la guerre, il n'a pas été restauré.

Cité ouvrière no 6
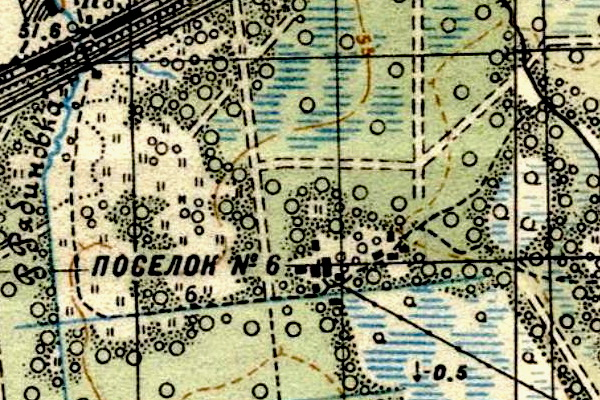

## Citéno7
D'après la carte topographique de l'Armée rouge de 1941, la cité ouvrière no 7 également appelée « Amérique » était située sur la rive droite de la rivière Lava, au nord de la cité no 1. Après la guerre, elle n'a pas été restaurée.

Cité ouvrière no 7
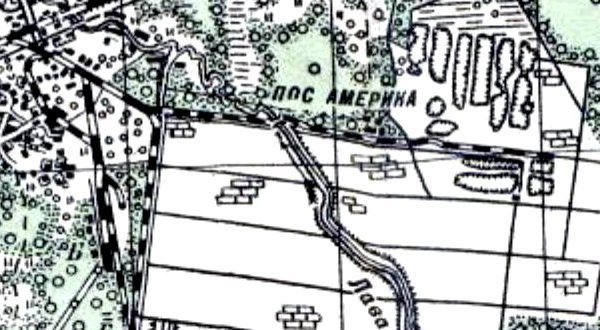

## Citéno8
D'après la carte topographique de l'Armée rouge de 1941, la cité ouvrière no 8 était située à l'ouest de la cité no 5. Après la guerre, elle n'a pas été restaurée.

Cité ouvrière no 8
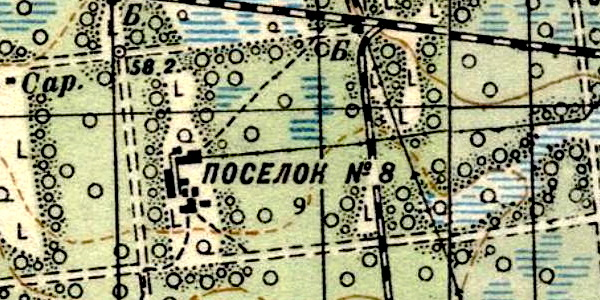